# No Name (czarnogórski zespół)
No Name – czarnogórski zespół muzyczny, reprezentant Serbii i Czarnogóry podczas 50. Konkursu Piosenki Eurowizji w 2005 roku.
Pod koniec lipca 2008 roku grupa ogłosiła koniec działalności.

## Historia zespołu
W 2005 roku zespół wziął udział w krajowych eliminacjach do Konkursu Piosenki Eurowizji – Evropesma, do których zgłosił się z utworem „Zauvijek moja”. Propozycja otrzymała najwięcej głosów od komisji jurorskiej powołanych przez czarnogórskiego nadawcę Radiotelevizija Crne Gore, dzięki czemu zajął pierwsze miejsce, wygrywając tym samym możliwość reprezentowania Serbii i Czarnogóry podczas Konkursu Piosenki Eurowizji organizowanego w Kijowie. Wynik spowodował wiele kontrowersji i niezadowolenia wśród serbskich i czarnogórskich zwolenników konkursu. W finale widowiska, który odbył się w maju, zespół wystąpił jako dwunasty w kolejności i zajął ostatecznie siódme miejsce.
W marcu 2006 roku grupa ponownie wystartowała w eliminacjach eurowizyjnych, tym razem do 51. Konkursu Piosenki Eurowizji. Dzięki utworowi „Moja ljubavi” znów odnieśli zwycięstwo w eliminacjach, które odbyły się w Belgrade's Sava Centre, jednak rezultat nie spodobał się widzom, którzy po ogłoszeniu wyników wygwizdali zespół. Ostatecznie kraj nie wystąpił w konkursie z powodu rozpadu Serbii i Czarnogóry.

## Członkowie
- Danijel Alibabić – wokal
- Marko Prentić – wokal, gitara
- Branko Nedović – instrumenty klawiszowe
- Dragoljub Purlija – perkusja
- Bojan Jovović – instrumenty klawiszowe, wokal
- Marko Perić (2003–2006) – gitara basowa

## Dyskografia

### Single
- „Za tebe i mene”
- „Budućnost”
- „Zauvijek moja”
- „Moja ljubavi”
- „Kad budemo zajedno”
- „Moja mala”
- „Postelja od leda”
- „Kad kažešNme”